# روبسون آزيفيدو دا سيلفا
روبسون آزيفيدو دا سيلفا هو لاعب كرة قدم برازيلي في مركز الوسط، ولد في 21 يوليو 1995 في ساو كايتانو دو سول في البرازيل. لعب مع نادي فلومينينسي.

## وصلات خارجية
- روبسون آزيفيدو دا سيلفا على موقع قاعدة بيانات كرة القدم.إي يو (الإنجليزية)
- روبسون آزيفيدو دا سيلفا على موقع Soccerway.com (الإنجليزية)
- روبسون آزيفيدو دا سيلفا على موقع عالم كرة القدم.نت (الإنجليزية)